# Mahmud II
Mahmud II (in turco ottomano: محمود ثاني, Maḥmūd sānī, anche noto come Maḥmūd ‛Adlī, "Mahmud il Giusto"; Istanbul, 20 luglio 1785 – Istanbul, 1º luglio 1839) fu il trentesimo sultano dell'Impero ottomano dal 1808 fino alla sua morte.
Durante il suo regno dovette fronteggiare l'incalzante ingerenza dell'impero russo nelle province balcaniche e caucasiche, le violente spinte indipendentiste delle popolazioni greca, serba e bosniaca, l'espansionismo francese nelle province maghrebine, il riaccendersi della secolare rivalità tra Costantinopoli e la Persia e il crescente potere della dinastia alawita, che alla fine svincolò l'Egitto, la Siria e la Cilicia (una regione amministrativa dell'Anatolia sud-orientale) dal dominio della Sublime porta.
Introdusse altresì numerose riforme amministrative, militari e fiscali, culminate con il Decreto delle Tanzimat (letteralmente "Riorganizzazioni") emanato dai suoi figli Abdülmecid I e Abdul Aziz, e operò l'eliminazione del tradizionale corpo di fanteria dei giannizzeri, da tempo ritenuti obsoleti nel quadro della riorganizzazione militare ottomana e divenuti con il passare del tempo un serio ostacolo al necessario processo di modernizzazione dell'impero. Per questa sua opera di grande rinnovatore è stato definito il "Pietro il Grande della Turchia".

## Biografia

### I primi anni e l'ascesa al trono

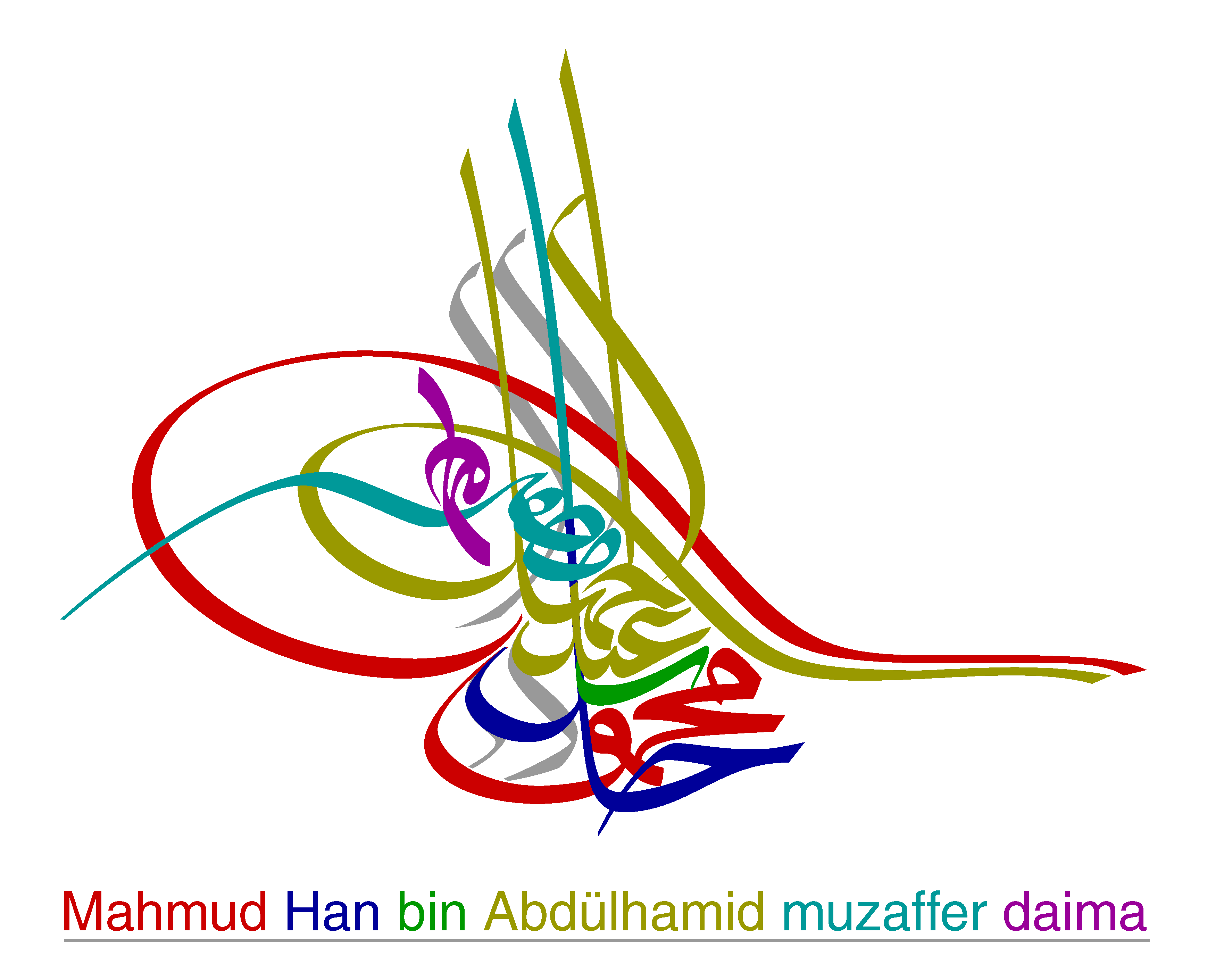
La tughra di Mahmud II. Vi si legge: "Mahmud Khan figlio di Abdülhamid il sempre vittorioso".

Mahmud era figlio del sultano Abdülhamid I e della settima consorte Nakşidil Kadın. Nato tra le mura del Palazzo Topkapı, vi trascorse tutti i primi anni della sua vita. Nel 1808 il sultano predecessore di Mahmud II, il suo fratellastro Mustafa IV (1807-08), aveva ordinato la sua decapitazione assieme a suo cugino, il deposto sultano Selim III (1789-1807), in modo da stroncare la ribellione ordita contro di lui. Selim venne catturato e giustiziato, ma Mahmud si salvò grazie all'intervento della madre e venne posto sul trono dopo che i ribelli ebbero deposto Mustafa IV. Il capo di questa ribellione, Alemdar Mustafa Pascià, divenne poi gran visir del nuovo sultano.
Secondo la versione ottocentesca dello storico turco Ahmed Cevdet la fuga che permise a Mahmud di scampare ai suoi assassini avvenne in tal modo: una delle ancelle di Nakşidil, madre del principe, una ragazza georgiana di nome Cevri Kalfa, stava ripulendo il camino della stanza principale dell'harem quando sentì la notizia dell'assassinio di Selim III. Cevri si affrettò a portare via Mahmud dai suoi appartamenti e, quando gli assassini li trovarono, lei li rallentò gettando loro negli occhi braci bollenti, rendendoli temporaneamente ciechi e bruciandosi le mani nel processo. Questo diversivo permise a Mahmud di scappare da una finestra, lungo i tetti dell'harem, giungendo sino alla terza corte dove lo aspettavano alcuni paggi con abiti civili poveri, rimediati frettolosamente. In quel momento giunse a palazzo anche il capo della ribellione, Alemdar Mustafa Pascià che, visto il corpo morto di Selim III, proclamò Mahmud nuovo Padiscià. Cevri Kalfa, per il coraggio e la lealtà dimostrate, venne nominata haznedar usta, ovvero capo tesoriere dell'harem imperiale, che era il secondo incarico in ordine di importanza all'interno della gerarchia di corte, diventando così Cevri Usta. Mahmud costruì anche una scuola e una fontana in suo onore a Sultanhamet. In più, uno scalone sull'Altınyol (Via d'Oro) dell'Harem è ancora oggi chiamato Scalone di Cevri (Jevri) Kalfa, dal momento che la leggenda vuole che qui si siano compiuti i fatti che la resero poi celebre.

### Il primo ventennio di regno

#### La pacificazione dei confini e la "questione balcanica"

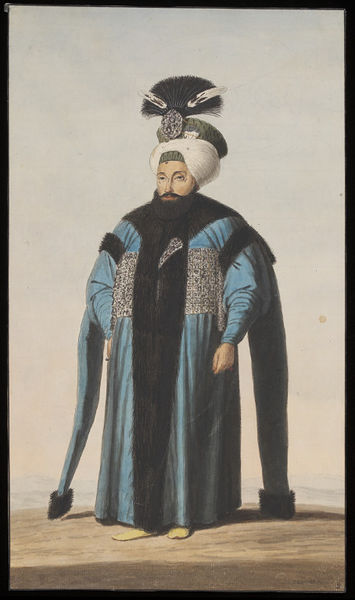
Il sultano Mahmud II nel 1809

Alemdar Mustafa Pascià riprese subito la politica di riforme bloccate dal colpo di Stato del 1807 che aveva portato al potere l'ormai deposto Mustafa IV. Convinse alcuni pascià a sottoscrivere la Carta dell'Alleanza (turco Sened'i İttifak) per regolarizzarne i poteri e avviò l'organizzazione di un nuovo esercito fedele al sultano. Anch'egli venne tuttavia ucciso durante una ribellione nel 1808, ordita dalle correnti reazionarie controllate dai giannizzeri. Mahmud dovette così, almeno temporaneamente, rinunciare alla riforma delle forze armate ottomane e sistema amministrativo-feudale.
In questo generale clima di insicurezza per il nuovo sultano si colloca anche la conferma del governatorato di Mehmet Ali Paşa sull'Egitto. Mehmet Ali era infatti un militare di origini albanesi giunto in Egitto insieme al contingente ottomano inviato a pacificare il paese per conto dei mamelucchi dopo che questi erano stati stroncati da Napoleone durante la Campagna d'Egitto. Costruendosi una solida base di potere locale, Mehmet Ali riuscì a porsi a capo dell'Egitto, eliminando i mamelucchi (1805) e presentandosi all'allora sultano Selim III come l'unico vassallo in grado di fornirgli un valido supporto militare per tramite di un esercito modernizzato su modello napoleonico. La conferma a Mehmet Ali del titolo di Wālī di Egitto garantì a Mahmud il suo prezioso appoggio nella guerra contro i ribelli wahhabiti del Najd che permise al sultano di riconquistare le Città Sante, Medina (1812) e la Mecca (1813).
Ben più complessa si rivelò la gestione dei domini turchi in Europa. La Serbia era in rivolta sin dal 1804 (vedi Prima rivolta serba), appoggiata dallo Zar Alessandro I che aveva avviato nel 1806 una nuova guerra contro la Sublime porta quando Selim III, allora alleato di Napoleone, aveva attaccato i Principati danubiani e bloccato i Dardanelli alle navi russe. Nel biennio 1809-1810 l'avanzata occidentale russa venne contenuta in Bessarabia (nel Caucaso, buona parte della Georgia era stata conquistata dal 1807) ma, una volta al comando del generale Kutuzov (1811), le truppe zariste martellarono ripetutamente la Dobruja sino a costringere Mahmud a firmare il Trattato di Bucarest che ratificava l'ingerenza di Mosca sul Danubio. Il contemporaneo avvio della Campagna di Russia da parte di Napoleone costrinse lo Zar a ritirare precipitosamente le sue truppe dai Balcani, lasciando Mahmud libero di concentrarsi sulla repressione della rivolta serba. Entro il 1813, gli ottomani agli ordini del gran visir Hursid Pascià riconquistarono le terre che si erano liberate. Numerosi principi e capi della rivolta fuggirono in Austria (es. Karađorđe Petrović), mentre altri passarono tra le file dei nuovi alleati del sultano (es. Miloš Obrenović). Già nel 1814, il ribelle Hadži Prodan Gligorijević organizzò una nuova sommossa che venne però brutalmente repressa dal gran visir. Le continue vessazioni degli ottomani esacerbarono però la situazione, sino a che non fu lo stesso Obrenović a mettersi a capo della Seconda rivolta serba a causa della quale Mahmud venne costretto a riconoscere l'esistenza del Principato di Serbia (1816) retto da Obrenović (1817).

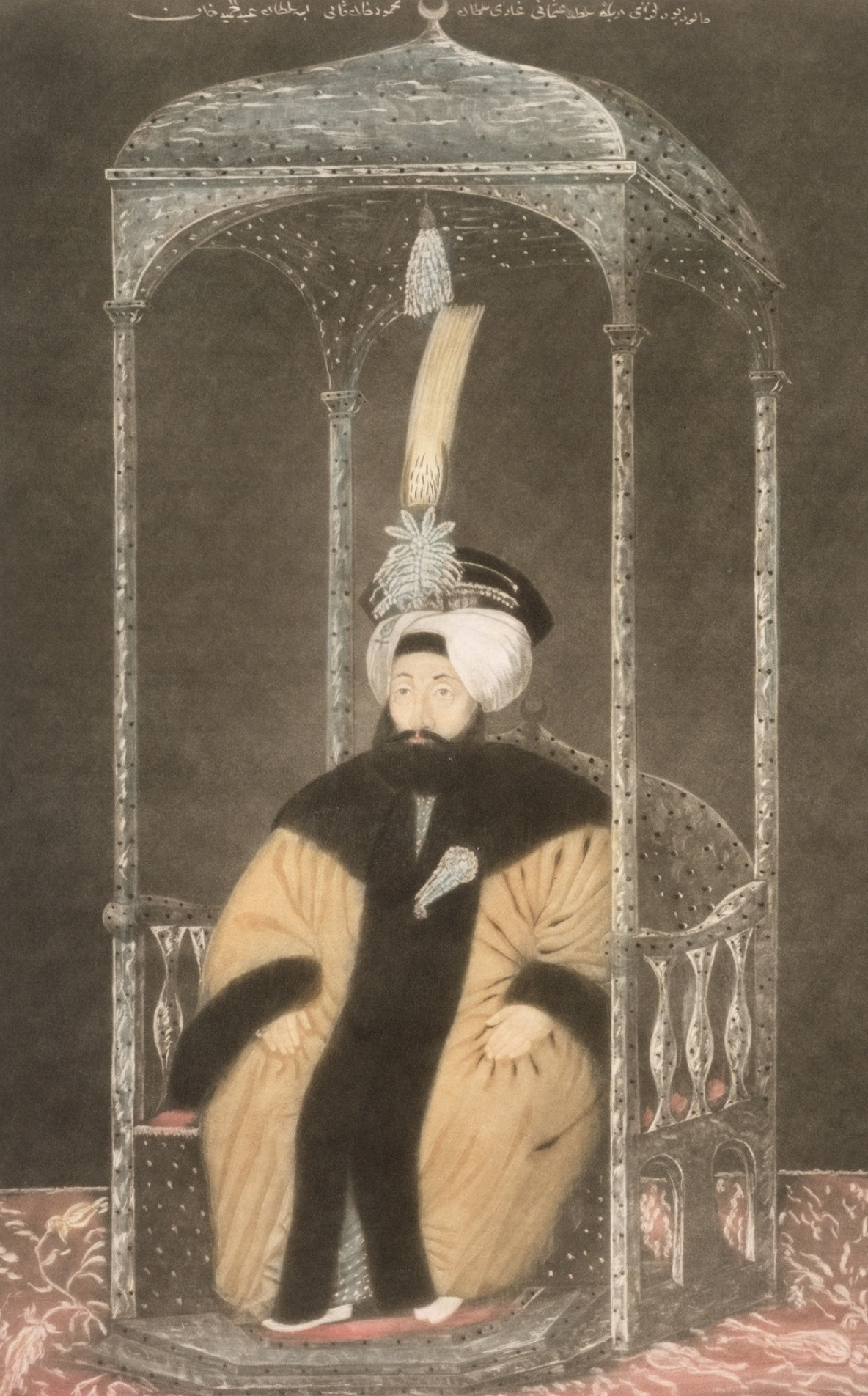
Il sultano Mahmud II nel 1815 - John Young

Nel 1819, l'ambasciatore Halet Efendi portò all'attenzione di Mahmud il crescente potere che il Pascià di Rumelia, Alì Pascià di Tepeleni, aveva accumulato negli anni del conflitto russo-turco, facendosi quasi signore indipendente di Grecia e Albania. Abile politico, Alì Pascià riuscì a mantenere la situazione sotto controllo per alcuni mesi poi, nel 1820, commise l'errore di ordinare l'assassinio di un suo rivale costantinopolitano, Ismail Pascià. Il colpo fallì e la mossa avventata del despota permise al sultano di pretenderne le dimissioni. Al rifiuto di Tepeleni, Mahmud inviò contro di lui prima lo stesso Ismaël Pascià e poi il più capace Hursid Pascià, al comando di un esercito di 20 000 uomini. Alì Pascià venne costretto a ritirarsi nella sua roccaforte di Giannina che venne cinta d'assedio. Nel gennaio 1821, Tepeleni, in un disperato tentativo di rappacificarsi con il sultano, gli inviò delle lettere nelle quali denunciava i complotti dei rivoluzionari greci con i quali aveva intrattenuto rapporti sin dall'anno precedente. Spiazzato dal voltafaccia di Ali Pascià, il Direttorio rivoluzionario greco, forte dell'appoggio dello zar Alessandro, diede il via alla rivolta che sfociò nella guerra d'indipendenza greca nel 1821. L'insurrezione divampò in tutta la Grecia continentale, fomentata prima dall'arcivescovo di Patrasso, Germanos, poi anche grazie all'appoggio dei gruppi noti come Armatolì e Kleftes guidati da Theodoros Kolokotronis. Nel frattempo, nei Principati danubiani, Tudor Vladimirescu avviava la guerriglia in Valacchia.
I russi aumentarono poi la pressione su Istanbul convincendo lo Scià di Persia, Fath Ali Shah, a testare contro le forze di Mahmud il suo esercito da poco occidentalizzato come l'ormai sciolto Nizam-ı Jedid del defunto sultano Selim III. La nuova guerra ottomano persiana cominciò con l'invasione persiana del Azerbaigian e il successivo assedio di Baghdad, fortunosamente interrotto dalla morte del comandante Qajar. Contemporaneamente, il principe ereditario di Persia, Abbas Mirza, entrò in Anatolia e con le sue truppe, pur numericamente inferiori, distrusse l'armata ottomana nella battaglia di Erzurum. Costretto ad aprire i negoziati con il principe Mirza, Mahmud optò per una brutale pacificazione del conflitto balcanico. Entro il 1822, i Principati danubiani vennero occupati, l'Epiro venne riconquistato, Alì Pascià venne catturato e decapitato e il dominio riaffermato con il terrore: nell'isola di Chio la popolazione venne pressoché interamente sterminata. Gravi disordini scoppiarono anche nella capitale dove elementi dei giannizzeri organizzarono violente incursioni nei quartieri cristiani dopo che Mahmud stesso aveva ordinato l'imprigionamento e l'esecuzione del dragomanno (vedi Massacro di Costantinopoli (1821)).

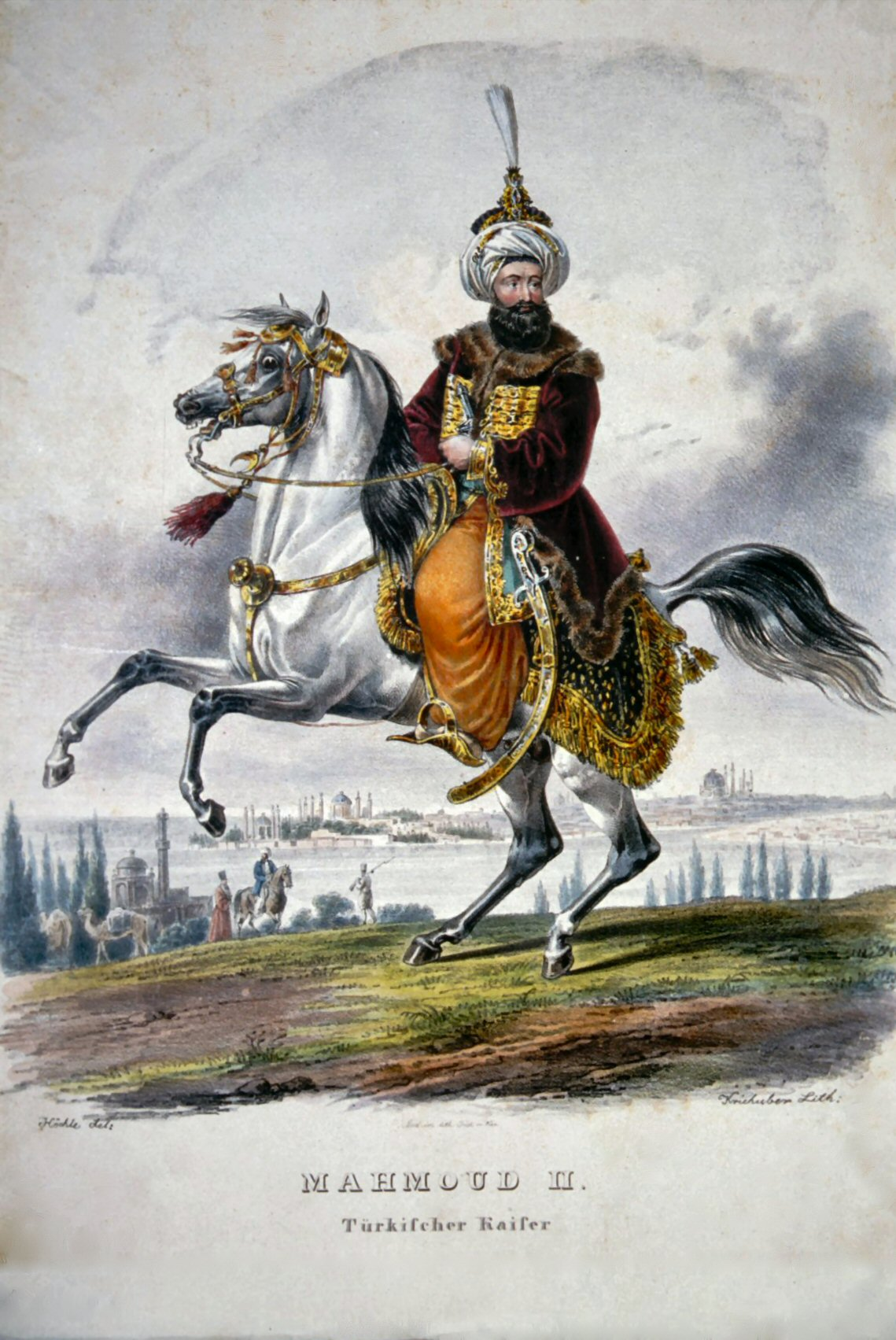
Il sultano Mahmud II nel 1825

Chiusa la contesa con la Persia tramite il Trattato di Erzurum (1823), Mahmud si concentrò sulla Questione greca. Nel Peloponneso, Kolokotronis manteneva alcune sacche di resistenza, mentre Markos Botsaris resisteva a Missolungi. Il sultano dovette ricorrere nuovamente alle truppe del Pascià egiziano. Nel 1824 nominò il figlio di Muhammad Ali, Ibrāhīm Pascià, governatore della Morea. Ibrahim passò subito all'azione, riconquistando Navarino (1825), Missolungi (1826) e Atene (1827).
Le gestione delle province europee dell'Impero venne poi ulteriormente complicata nel 1826 dallo scioglimento del corpo dei giannizzeri. I distaccamenti provinciali dei giannizzeri iniziarono infatti a fomentare focolai di rivolta e a schierarsi al fianco dei governanti sostenendone le pretese di autonomia ai danni della Porta. Rivolte tra i musulmani neo-convertiti scoppiarono inoltre in Rumelia, Bosnia e Albania. Il quasi contemporaneo accendersi del nuovo conflitto tra Persia e Russia scampò Mahmud da eccessive intromissioni di Mosca nell'area danubiana. Il 7 ottobre 1826, il sultano e il nuovo Zar Nicola I congelarono la loro contesa sottoscrivendo la Convenzione di Akkerman nella quale il governo dei Principati veniva rimesso a degli Hospodar eletti congiuntamente da Mosca e da Istanbul.
Nel Nord della Grecia continuavano nel frattempo le azioni di guerriglia di Georgios Karaiskakis, mentre nel Mediterraneo i navarchi Andreas Miaoulis e Georgios Sachtouris portavano avanti operazioni corsare. Il ristagnare del conflitto, aggravato dalle crescenti ingerenze in Grecia dello Zar Nicola, trascinò nella contesa anche la Francia e il Regno Unito che, supportati dai russi, aprirono nel 1827 le trattative con Mahmud per tentare di giungere a un accomodamento. Fallita la diplomazia, una flotta combinata inglese, francese e russa si schierò davanti a Navarino. Mahmud chiamò a raccolta la flotta ottomana, ottenendo l'invio di navi dai corsari barbareschi (pur già gravati da un latente conflitto con la Francia) e dall'Egitto, ma ciò non lo scampò da una clamorosa sconfitta nella battaglia di Navarino, conclusasi con la totale distruzione della sua turca pur guidata dal capace viceré d'Egitto.

#### Le prime riforme militari

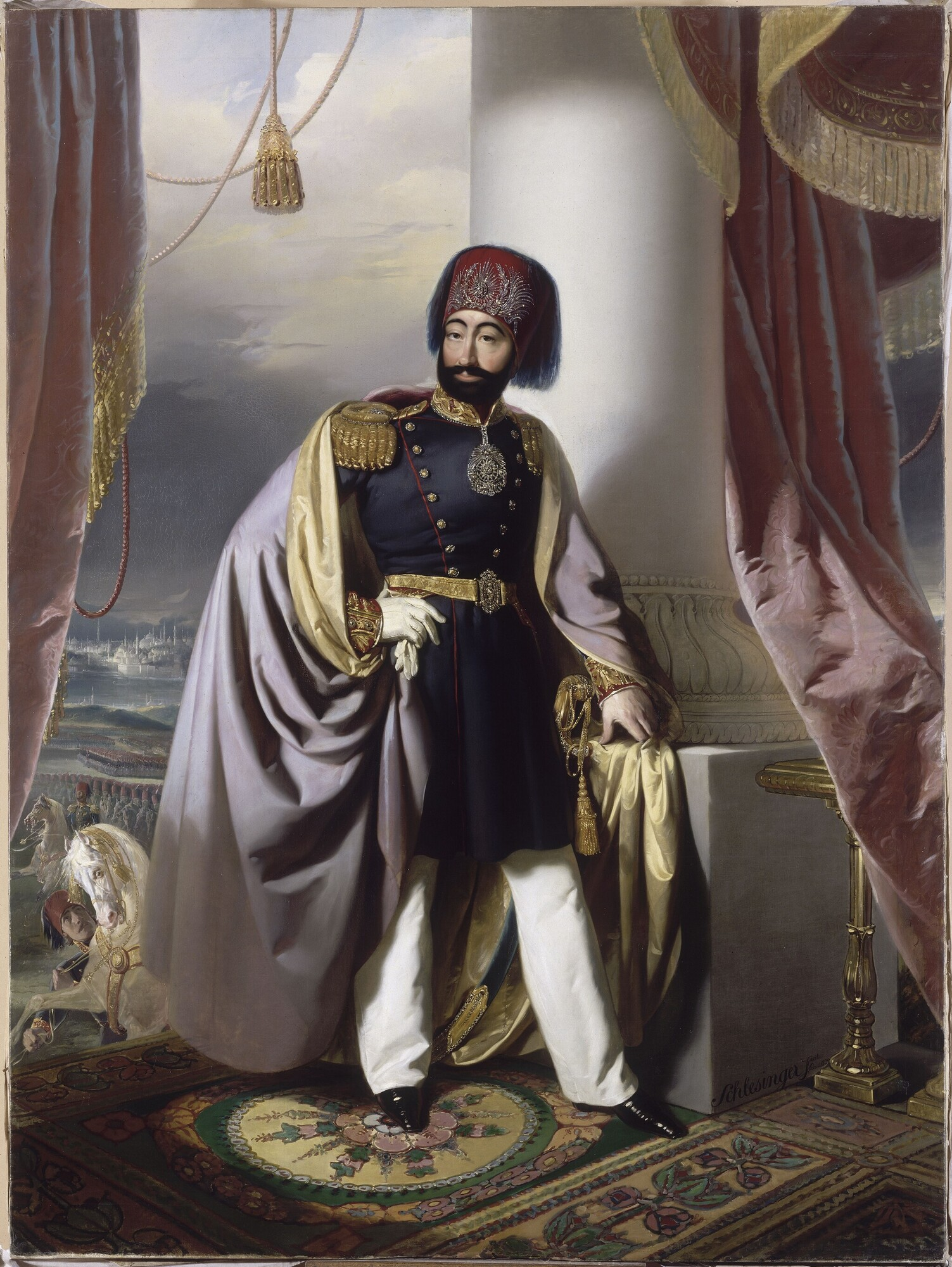
Il sultano Mahmud II in abiti occidentali (post-1826)

Il sultano, bisognoso di un proprio esercito moderno ed efficiente, risolse a questo punto di riprendere la politica di riforme portate avanti da Selim III e dal visir Alemdar Mustafa Pascià e prepararsi all'inevitabile scontro con i reazionari giannizzeri. Nel 1825 l'architetto di corte, Krikon Balyan, ricevette ordine dal sultano di procedere alla ricostruzione della Caserma di Selimiye, già sede del Nizam-ı Jedid. Mahmud ordinò, contemporaneamente, la costituzione di un nuovo esercito su modello occidentale e procedette subito all'arruolamento di artiglieri europei. Ai giannizzeri venne chiesto (1826) di fornire i loro migliori elementi per formare il primo nucleo della nuova ocak ma questi si ribellarono (15 giugno), dando al sultano il pretesto per sciogliere il corpo. Nel corso di quello che divenne poi noto come l'"Incidente di buon auspicio" (Vaka-i Hayriye), diversi giannizzeri vennero massacrati in una sanguinosa guerriglia per le vie di Costantinopoli, i loro alti ufficiali vennero imprigionati e giustiziati e la fratellanza sufi dei Bektashi, strettamente legata da secoli ai giannizzeri, venne dichiarata fuorilegge. Al cronista di corte, Mehmet Esad Efendi, venne ordinato di redigere una cronaca dell'accaduto che venne data alle stampe a Istanbul nel 1828 con il titolo Üss-i Zafer (lett. "La fondazione della vittoria").
La nuova armata al diretto comando del sultano venne battezzata Asakir-i Mansure-i Muhammediye (in italiano "Vittoriosi soldati di Maometto"). Mahmud decretò immediatamente la fondazione di una Nuova Guardia deputata alla protezione della sua persona, la Bostancıyan-ı Hassa. Per colmare il vuoto di potere provocato dall'eliminazione della figura dell'Agha dei giannizzeri che aveva sempre operato come una sorta di ministro della guerra con funzioni di comandante in capo delle forze armate kapıkulları, il sultano concentrò tali cariche in un nuovo ufficio, il serraschiere, sino a quel momento un semplice titolo onorifico che identificava un gran visir con compiti di comando militare. L'anno dopo (1827), Mahmud II fondò il Reggimento di Cavalleria Silistra, reclutando tartari, turcomanni e cosacchi.

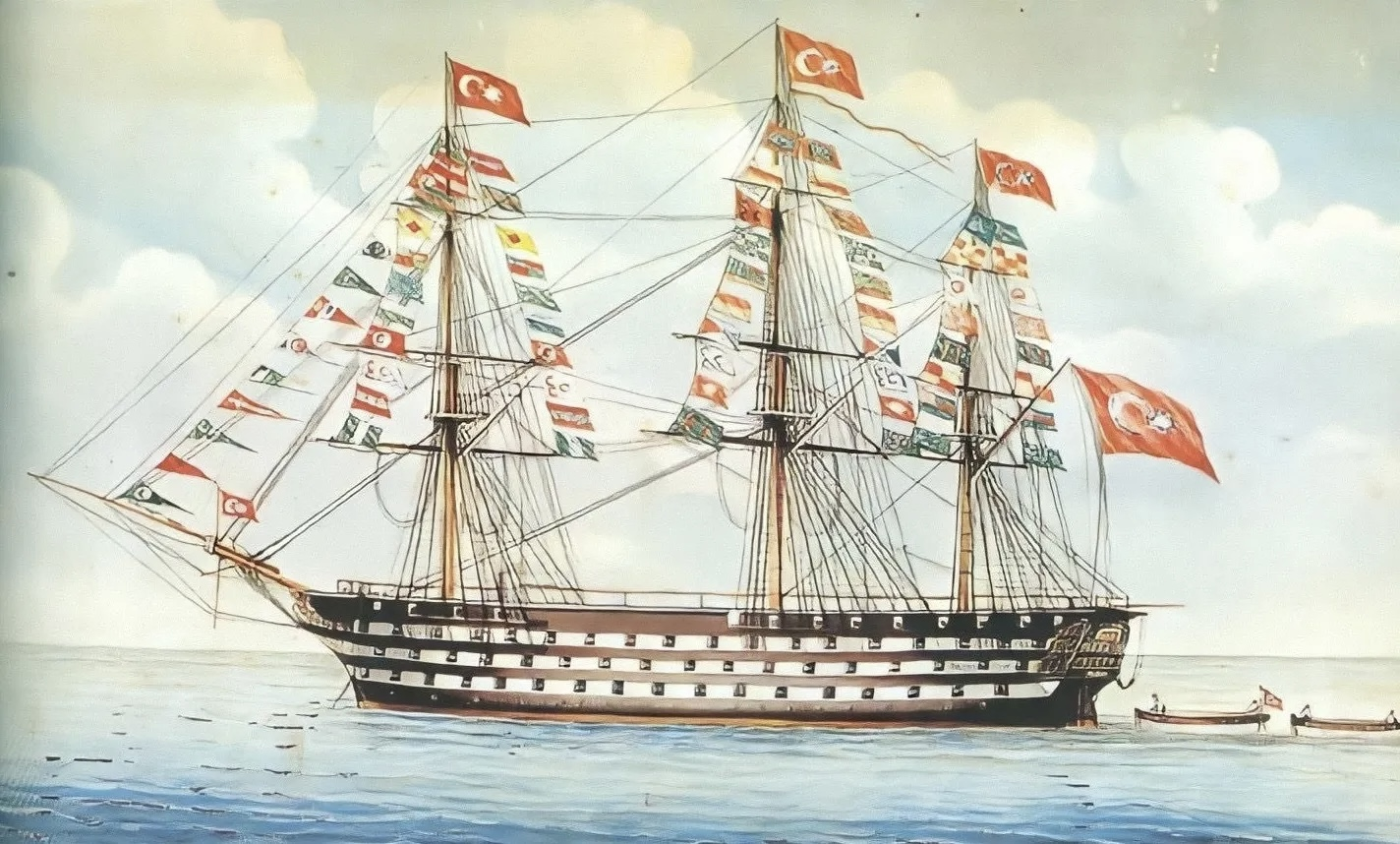
La Mahmudiye (1829), costruita su ordine espresso di Mahmud II, fu per molti anni la più grande nave militare al mondo: 76,15 m × 21,22 m

Avviata la riforma delle forze armate terrestri, Mahmud si concentrò sull'ammodernamento della marina ottomana, umiliata e distrutta a Navarino. Le prime navi a vapore della marina imperiale vennero acquistate nel 1828. Nel frattempo, nell'arsenale del Corno d'Oro venne costruita la Mahmudiye, la più grande nave al mondo per l'epoca che poteva imbarcare più di mille marinai. Contemporaneamente al rinnovo tecnologico, il sultano promosse la fondazione di un'istituzione che lo rifornisse di ufficiali di marina, la Scuola Navale Bahriye Mektebi.

### L'ultimo decennio di regno: le rivolte nelle province e le riforme amministrative

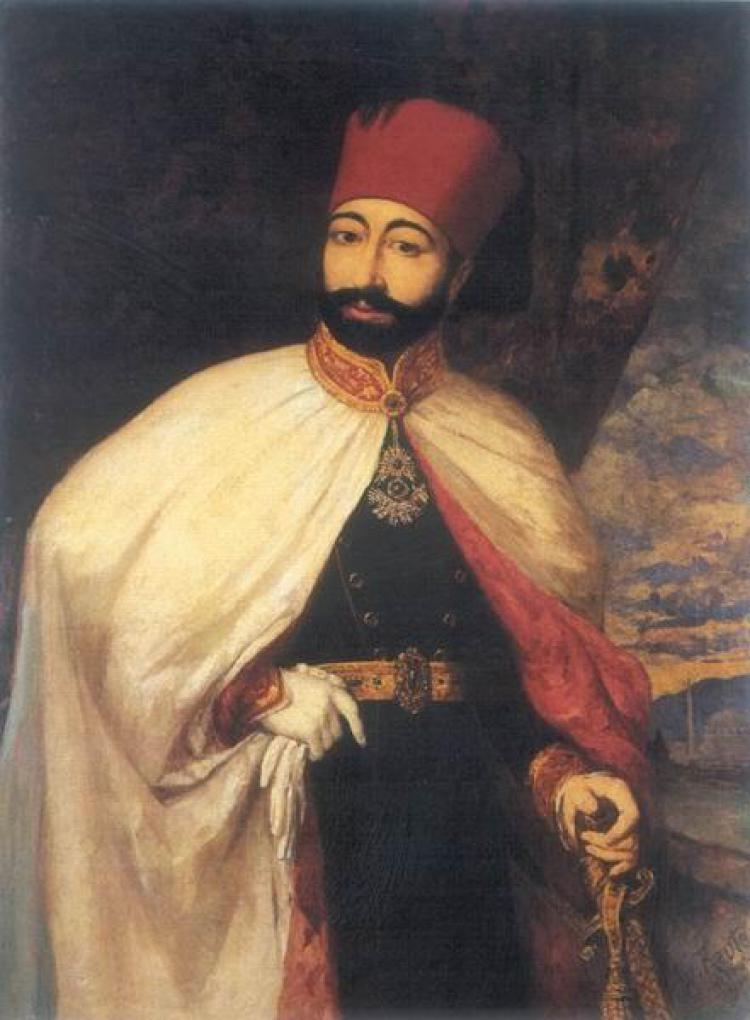
Il sultano Mahmud II (1830)

Il neonato esercito ottomano di Mahmud venne messo alla prova dallo Zar di Russia nel 1828 (vedi guerra russo-turca). In aprile, Peter Wittgenstein occupò Valacchia e Moldavia. In giugno, lo Zar in persona attraversò il Danubio e avanzò nella Dobrugia, assediando Šumen, Varna e Silistra, mentre l'armata russa orientale attaccava Kars. Nel frattempo un corpo di armata francese sbarcava in Morea (vedi Campagna di Morea) e sgomberava da Corone le truppe del viceré d'Egitto (settembre). Le fortezze di Navarino, Modone e Rio caddero poco dopo.
I russi conquistarono Varna il 29 settembre ma non riuscirono a concludere l'assedio di Šumen prima dell'inverno, venendo così respinti in Bessarabia dagli ottomani. In Grecia, nel frattempo, la spedizione franco-britannica aveva sgomberato il Peloponneso dalle forze ottomane, lasciandolo nelle mani dei ribelli entro novembre. Nel 1829 i russi tornarono all'attacco. Šumen e Silistra vennero nuovamente assediate e occupate, Erzurum cadde, l'armata del sultano venne sconfitta nella battaglia di Kjulevča e il feldmaresciallo russo Hans Karl von Diebitsch arrivò a 68 chilometri da Costantinopoli. Circondato, Mahmud venne costretto al tavolo delle trattative dagli occidentali. Il trattato di Adrianopoli riconobbe le recenti conquiste russe sul Mar Nero e nel Caucaso, formalizzò l'ingerenza di Mosca nella gestione dei Principati danubiani, garantì l'autonomia della Serbia e la nascita del nuovo Stato greco.
Il regno di Mahmud tornò a essere minacciato dagli occidentali già l'anno dopo Adrianopoli. Nel maggio del 1830, l'esercito francese salpò da Tolone e sbarcò in Algeria per dare il via all'invasione di Algeri e concludere un processo di infiltrazione territoriale nel Nord dell'Africa cominciato nel 1818.
L'ormai evidente posizione di debolezza del sultano (nel biennio 1829-1830 persino gli Zeybek dell'Egeo si erano sollevati contro il governo centrale al comando di tale Atçalı Kel Mehmet) spinse all'aperta rivolta i governatori delle province imperiali. Mahmud richiamò a Costantinopoli Dawud Pascià di Baghdad ma il mamelucco fece incarcerare e poi decapitare l'inviato della Porta. Il sultano inviò in Iraq Ali Rida Pascià da Aleppo che conquistò Baghdad dopo un lungo assedio (1831). Dall'Egitto, Mehmet Ali Pascià chiese alla Porta il controllo della Siria come indennizzo delle perdite subite a Navarino. Al rifiuto ottomano, il viceré inviò un'armata al comando del figlio Ibrahim in Siria, con il pretesto di costringere al rimpatrio circa 6 000 contadini tenuti ad assolvere il loro obbligo di leva, avviando la Prima guerra ottomano-egiziana. Acri venne conquistata con un assedio di sei mesi. Damasco cadde poco dopo e gli egiziani marciarono a nord verso l'Anatolia.
Nel Eyalet di Bosnia, nel frattempo, l'aristocrazia locale si era sollevata (vedi rivolta bosniaca) al comando di Husein Gradaščević. Gli esiti dello scontro rimasero incerti sino a che le forze lealiste ottomane, al comando del gran visir Reshid Mehmed Pascià sconfissero i ribelli presso Sarajevo nel giugno del 1832. Minacciato dalle truppe egiziane in Anatolia, Mahmud acconsentì a questo punto di sedere al tavolo dei negoziati con gli occidentali che ancora lo disturbavano per la questione greca. Il trattato di Costantinopoli (1832) ratificò per parte turca la Convenzione di Londra e pose formalmente fine alla guerra di indipendenza greca riconoscendo l'esistenza del Regno di Grecia.
Ibrahim Pascià aveva nel frattempo raggiunto Konya e lì aveva clamorosamente sconfitto in dicembre l'armata ottomana (vedi battaglia di Konya), ritrovandosi la strada per Istanbul sgombra. La dinastia alawita sembrava a un passo dal soppiantare gli ottomani al comando dell'impero. Allarmato, Mahmud accettò l'offerta di aiuto militare dello Zar di Russia siglando il Trattato di Unkiar-Skelessi (8 luglio 1833), con grande disappunto dei governi britannico e francese. Il Cremlino riuscì allora a farsi mediatore tra il sultano e il viceré d'Egitto che firmarono la pace di Kütahya a seguito della quale gli alawiti ritirarono le truppe dall'Anatolia previa cessione di Creta e Hijaz e la nomina di Ibrahim Pascià a wālī di Siria.
Il quinquennio di pace successivo alla guerra con gli alawiti permise a Mahmud di concentrarsi sul suo piano di riforme (Tanzimat), in realtà già in corso segnarono l'inizio della modernizzazione della Turchia ed ebbero immediati effetti nella vita sociale e legale dell'impero, modificando profondamente i costumi, l'architettura, la legislazione, l'organizzazione istituzionale e le riforme agricole, per metterle al passo con quelle europee.

#### Riforme giuridiche
Gli editti (firman) promulgati da Mahmud negli ultimi anni di regno rivoluzionarono la Corte di Confisca sultanale, togliendo molto potere ai Pascià. Precedentemente la promulgazione del primo firman, la proprietà di tutte le persone messe al bando o condannate a morte passava di diritto alla Corona. Questa misura aveva incentivato un incredibile abuso di ufficio: ricchi possidenti venivano eliminati per incrementare i fondi dello Stato o per arricchire personalmente amministratori corrotti. Il secondo firman rimosse l'antico diritto dei governatori turchi di mettere a morte qualunque uomo secondo il loro arbitrio. Ai Pascià, agli Ağa e agli altri ufficiali di governo fu ingiunto "di non più presumere di potere infliggere personalmente pene capitali a un qualsiasi uomo, Raya (lett. "gregge") o turco che sia, senza l'autorizzazione di una sentenza legale pronunciata da un Kadi, e regolarmente siglata da un giudice".
Nel medesimo periodo in cui Mahmud II ordinava questi cambiamenti, diede personalmente una svolta alla conduzione degli affari di stato partecipando regolarmente al Divan (Consiglio di Stato), ponendo così fine alla nefasta astensione del sovrano dalla gestione quotidiana del governo avviata da Solimano il Magnifico che aveva causato il sistematico incremento della corruzione tra i burocrati della Porta.
Al tempo di Mahmud II la situazione finanziaria dell'impero era in profonda crisi e la popolazione era oppressa da pesanti tasse. Un firman datato 22 febbraio 1834 mise fine alle vessazioni dei pubblici funzionari ai danni della popolazione. "Nessuno ignori" - scrisse il sultano Mahmud II nel rescritto imperiale - "che Noi stiamo sostenendo la popolazione contro ogni tipo di abuso e vessazione. Noi stiamo assicurando loro pace e tranquillità. Pertanto qualsiasi atto di oppressione è contrario alla volontà di Allah e ai miei ordini imperiali".
Il haraç, o raccolta delle tasse, divenne meno esosa e quanti svolgevano il servizio militare per l'impero furono esentati dal suo pagamento, ponendo così fine alla tirannia dei governatori locali che per lungo tempo si erano impegnati alacremente nella riscossione violenta delle tasse. Il firman del 1834 abolì la riscossione diretta e previde che la riscossione delle tasse venisse attuata da una commissione composta dal Kadı, giudice musulmano, e dagli Ayan (gli "ottimati") o capi municipali o Raya di ciascun distretto.

#### Riforme amministrativo-militari
Il vigoroso rinnovamento dell'esercito ottomano operato da Mahmud ebbe notevoli ripercussioni in ambito amministrativo. Se da una parte l'eliminazione dei giannizzeri e la costituzione del nuovo esercito sultanale (congiuntamente alla riforma della marina) avevano portato all'ammodernamento delle forze armate al diretto comando del sultano, dall'altra parte era necessario riformare profondamente anche il sistema delle leve feudali che aveva sempre giocato un ruolo tutt'altro che secondario nell'armata ottomana. Il sistema dei timar e degli ziamet venne definitivamente soppresso: (a) le terre feudali incamerate nel demanio pubblico; e (b) venne eliminato il ruolo dei Derebey, i capi ereditari locali (con potere di nominare i loro successori anche in mancanza di eredi maschi diretti), che aveva portato, nel corso dei secoli, a un abuso sostanziale del potere feudale e militare ottomano.
L'attenzione di Mahmud II per le forze armate non scemò nel corso dei suoi ultimi anni di regno. Come già i suoi predecessori Selim e Mustafa, il sultano istituì nuove onorificenze cavalleresche per premiare i suoi collaboratori militari più fidati. Nel 1831 venne così fondato l'Ordine della Gloria nel quale confluì l'Ordine della Distinzione istituito da suo padre Abdulhamid I.
Nel 1834 venne fondata l'Accademia Militare Turca (Mekteb-i Harbiye) a Heybeliada (nelle Isole dei Principi), per garantire alla Porta il sistematico rimpiazzo della vecchia generazione di ufficiali militari (la prima classe di diplomati venne insignita nel 1841). L'anno dopo (1835), Mahmud assunse in servizio l'allora capitano dell'esercito prussiano Helmuth Karl Bernhard von Moltke affinché operasse una valutazione e un ammodernamento "sul campo" dell'esercito ottomano. Moltke sarebbe rimasto nelle terre dell'impero sino alla morte del sultano.
Nel 1836, il sultano fondò il Ministero degli Esteri ottomano (Hariciye Nezâreti) su modello occidentale, trasformando, di conseguenza, la figura del Reis Efendi, originariamente una sorta di Gran cancelliere, in un ministro degli Esteri vero e proprio.

#### Riforme culturali
Contemporaneamente all'eliminazione dei giannizzeri, Mahmud eliminò dall'esercito ottomano gli antichi colori e copricapi, adottando per le sue nuove truppe uniformi di tipo occidentale. Come copricapo per le neonate milizie venne scelto il fez, il cui uso divenne poi (1829) obbligatorio per tutti i funzionari imperiali in sostituzione del turbante. L'uniforme dei funzionari era poi completata una finanziera di colore scuro (chiamata in italiano "stambulina"). Nel corso degli anni successivi, l'uso del fez venne esteso a tutta la popolazione turca con intento sociale egualitario in aperta rottura all'antica, complicata legge suntuaria secondo la quale gli abiti servivano per distinguere rango sociale, religione, e mestiere. Per soddisfare la domanda crescente, esperti realizzatori di fez furono incoraggiati a emigrare dal Nordafrica a Istanbul. Il Distretto di Eyüp divenne un importante centro di produzione e, con il tempo, gli stili, le forme, le altezze e i materiali si moltiplicarono.
Mahmud II era anche particolarmente appassionato di tiro con l'arco e pertanto richiese a uno studente della materia, Mustafa Kani, di scrivere un libro sulla storia, la costruzione e l'uso dell'arco turco.

### La fine

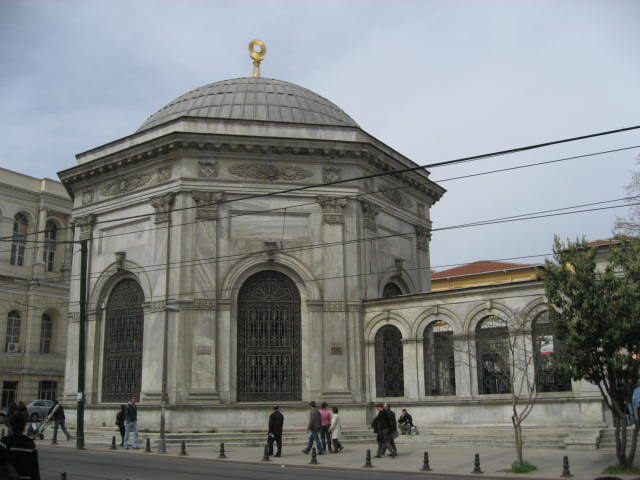
Il mausoleo (türbe) del sultano Mahmud II nell'attuale Divan Yolu caddesi (Çemberlitaş) di Istanbul

Nel 1839 il viceré d'Egitto, insoddisfatto per il suo parziale controllo della Siria, dichiarò guerra nuovamente al sultano ottomano. Mahmud II ordinò ai suoi militari di avanzare verso la frontiera siriana ma Ibraim Pascià li attaccò e li sconfisse nella battaglia di Nezib. Come già dopo lo scontro di Konya, Istanbul fu di nuovo lasciata esposta ai colpi di Mehmet Ali Pascià. Per di più, Mahmud II morì di tubercolosi nel palazzo di sua sorella, Esma Sultan, a Çamlıca (Üsküdar), pochi giorni dopo la disastrosa sconfitta delle sue truppe. A lui succedette il figlio sedicenne, Abdülmecid, subito costretto ad allacciare contatti diplomatici con il Regno Unito per salvare il trono dal viceré d'Egitto.

## Famiglia

### Consorti
Mahmud II aveva almeno diciannove consorti:.
- Fatma Kadın (? - febbraio 1809). BaşKadin (prima consorte) per un anno prima della sua morte.
- Alicenab Kadın (? - prima del 1839). BaşKadin dopo la morte di Fatma. Madre di almeno un figlio.
- Hacıye Pertevpiyale Nevfidan Kadın (4 gennaio 1793 - 27 dicembre 1855). Concubina di Mahmud già quando era principe (concepì la sua prima figlia, Fatma, nata sei mesi dopo la salita al trono del padre, in questo periodo, violando così le regole dell'harem che vietavano ai principi di avere figli fino all'eventuale salita al tronk), divenne BaşKadin dopo la morte di Alicenab. Fu madre di almeno un figlio e quattro figlie, inoltre crebbe Adile Sultan quando rimase orfana di madre, nel 1830. Abdülmecid I le concesse di recarsi in pellegrinaggio a La Mecca, che le valse il nome "Haciye".
- Dilseza Kadın (? - 1816). Seconda Kadın. Madre di almeno due figli. Sepolta nel mausoleo del Palazzo Dolmabahçe.
- Mislinayab Kadın (? - prima del 1825). Seconda Kadın. Sepolta nel mausoleo Nakşidil Sultan.
- Kameri Kadın (? - prima del 1825). Chiamata anche Kamerfer Kadın. Seconda Kadın. Sepolta nel mausoleo Nakşidil Sultan.
- Ebrirefar Kadın (? - prima del 1825). Chiamata anche Ebrureftar Kadın. Seconda Kadın. Sepolta nel mausoleo Nakşidil Sultan.
- Bezmialem Kadın (1807 - 2 maggio 1853). Chiamata anche Bazimialam Kadın. Georgiana, venne educata nella casa di Esma Sultan, sorellastra di Mahmud II e, prima di essere notata dal sultano, lavorava nei bagni (hamam) della sua casa. Inizialmente Terza Kadın e poi Seconda a partire dal 1832. Madre e Valide Sultan di Abdülmecid I.
- Aşubcan Kadin (1793 - 10 giugno 1870). Chiamata anche Aşubican Kadin. Madre di almeno tre figlie. Quinta Kadın nel 1811, venne poi elevata a Seconda negli anni seguenti.
- Vuslat Kadın (? - maggio 1831). Terza Kadın.
- Zernigar Kadın (? - 1830). Educata da Esma Sultan, sorellastra di Mahmud II. Madre di una figlia. Quarta Ikbal nel 1826, poi Settima Kadın e infine Terza Kadın.
- Nurtab Kadın (1810 - 2 gennaio 1886). Quarta Kadın. Fu madre adottiva di Şevkefza Sultan, futura madre di Murad V. Sepolta nel mausoleo Mahmud II.
- Hacıye Hoşyar Kadın (? - La Mecca, 1859). Madre di due figlie. Terza Kadın e poi Seconda. Alta e bionda, era stata educata da Beyhan Sultan, figlia di Mustafa III.
- Pervizfekek Kadın (? - 21 settembre 1863). Madre di almeno tre figlie. Sesta Kadın nel 1824. Venne sepolta nel mausoleo Mahmud II.
- Pertevniyal Kadın (1812 - 5 febbraio 1883). Madre di due figli, fra cui Abdülaziz I. Seconda Ikbal e poi Quinta Kadın.
- Hüsnimelek Hanim (1807/1812 - ottobre 1867). Chiamata anche Hüsnümelek Hanim. BaşIkbal (Prima Ikbal). Di origini armene, il suo vero nome era Maryam. Venne educata da Esma Sultan, sorella di Mahmud II. Lui la vide suonare a un banchetto ospitato dalla sorella e la chiese per sé. Di grande talento musicale, compose una canzone per il sultano, intitolata Hüsnümelek bir peridir / Cümlesinin dilberidir. Non abitava nell'harem ma in un'ala separata del palazzo. Dopo la morte di Mahmud divenne insegnante di danza nell'harem di suo figlio Abdülmecid I. Sepolta nel mausoleo Mahmud II.
- Tiryal Hanim (1810 - 1883). Terza Ikbal. Forse madre di un figlio, amava Abdülaziz I come se fosse figlio suo, e anche lui la considerava una seconda madre, tanto da garantirle, durante il suo regno, lo stesso trattamento riservato alla sua stessa madre, facendola vivere nel Palazzo Beylerbeyi e concedendole ricchezza e prestigio, e tutti consideravano Tiryal la seconda Valide Sultan. Tiriyal donò la sua villa a Çamlıca a Şehzade Yusuf Izzeddin, figlio maggiore di Abdülaziz, che lei considerava suo nipote. Si occupò dell'educazione di Dilpesend Kadın, che divenne consorte di Abdülhamid II, nipote di Mahmud II tramite suo figlio Abdülmecid I. Costruì un padiglione di vetro e una fontana a Çamlıca e una seconda fontana a Üsküdar. Venne sepolta nella Yeni Cami, di fronte alla fontana costruita a suo nome.
- Lebrizfelek Hanim (1810 - 9 febbraio 1865). Quarta Ikbal. Morì nel Palazzo Dolmabahçe e fu sepolta nel cortile della Yeni Cami.
- Verdicenan Hanım.

### Figli

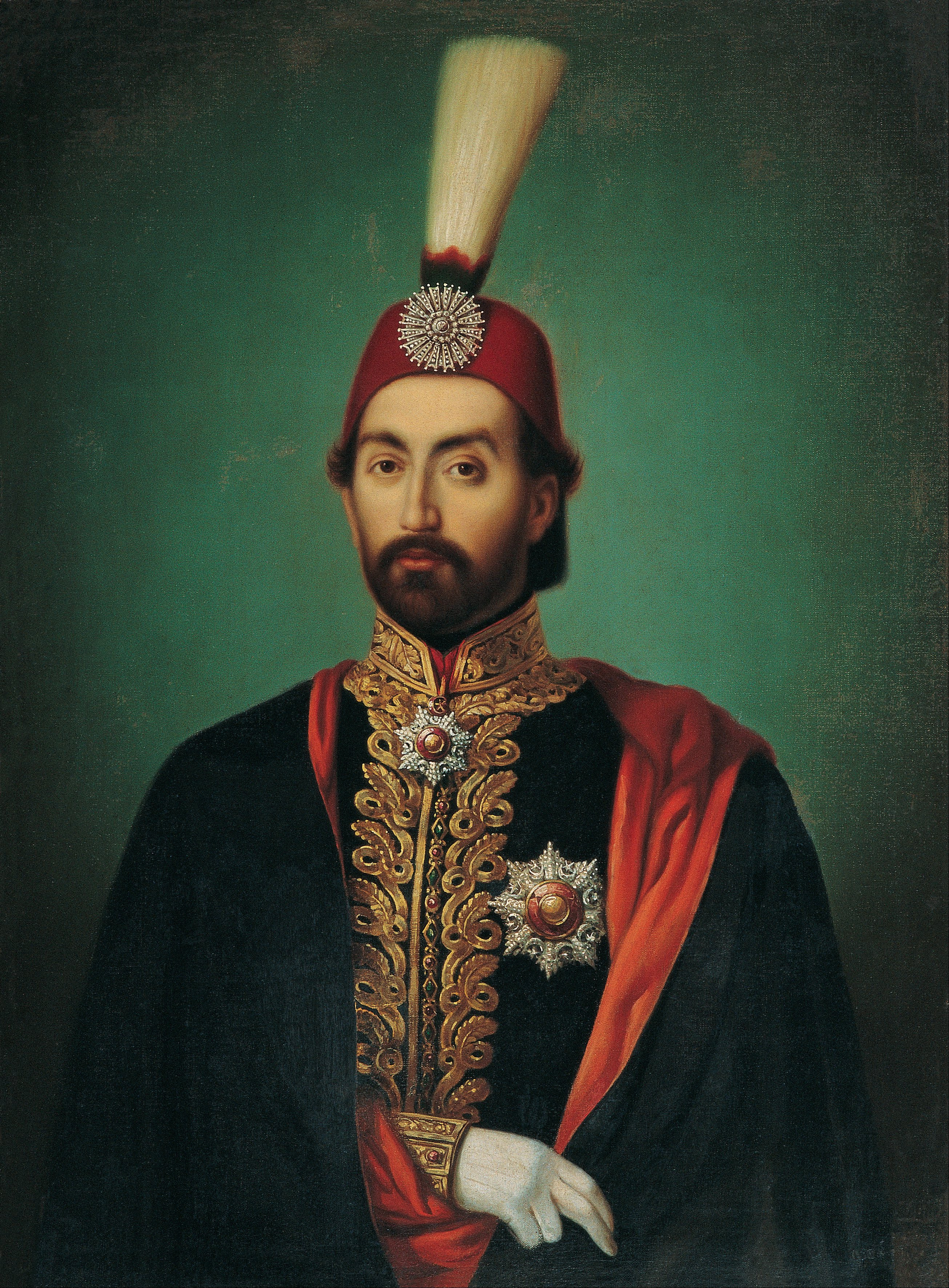
Il sultano Abdülmecid I (regno 1839-1861), figlio di Mahmud II

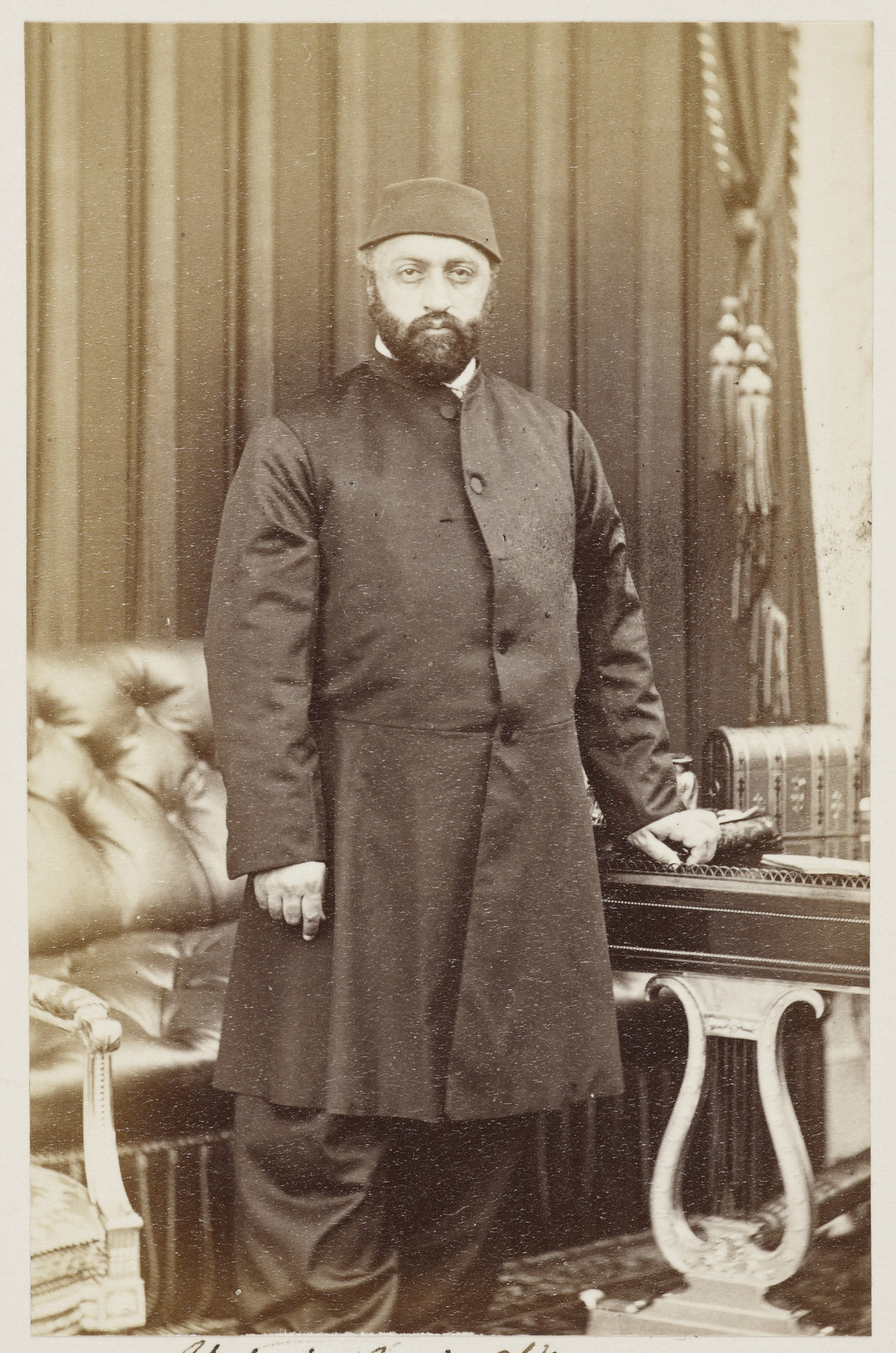
Il sultano Abdul Aziz (regno 1861-1876), figlio di Mahmud II

Mahmud II aveva almeno diciotto figli, di cui solo due superarono l'infanzia, ed entrambi divennero Sultani:
- Şehzade Murad (25 dicembre 1811 - 14 luglio 1812). Sepolto nel mausoleo Hamidiye.
- Şehzade Bayezid (23 marzo 1812 - 25 giugno 1812) - con Dilseza Kadin. Sepolto nel mausoleo Hamidiye.
- Şehzade Abdülhamid (6 marzo 1813 - 20 aprile 1825) - con Alicenab Kadın. Sepolto nel mausoleo Nakşidil Sultan.
- Şehzade Osman (12 giugno 1813 - 10 aprile 1814) - con Nevfidan Kadin. Gemello di Emine Sultan. Sepolto nella moschea Nurosmaniye.
- Şehzade Ahmed (25 luglio 1814 - 16 luglio 1815). Sepolto nella moschea Nurosmaniye.
- Şehzade Mehmed (26 agosto 1814 - novembre 1814) - con Dilseza Kadin. Sepolto nella moschea Nurosmaniye.
- Şehzade Mehmed (4 agosto 1816 - agosto 1816). Sepolto nella moschea Nurosmaniye.
- Şehzade Süleyman (29 agosto 1817 - 14 dicembre 1819). Sepolto nella moschea Nurosmaniye.
- Şehzade Ahmed (13 ottobre 1819 - dicembre 1819). Sepolto nella moschea Nurosmaniye.
- Şehzade Ahmed (25 dicembre 1819 - gennaio 1820). Sepolto nella moschea Nurosmaniye.
- Şehzade Abdüllah (1820 - 1820). Sepolto nella moschea Nurosmaniye.
- Şehzade Mehmed (12 febbraio 1822 - 23 ottobre 1822). Sepolto nella moschea Nurosmaniye.
- Şehzade Ahmed (6 luglio 1822 - 9 aprile 1823). Sepolto nella moschea Nurosmaniye.
- Abdülmecid I (25 aprile 1823 - 25 giugno 1861) - con Bezmialem Kadın. 31º Sultano dell'Impero ottomano. Fu l'ultimo sultano a nascere a Palazzo Topkapi, dopodiché il palazzo imperiale divenne il Palazzo Beşiktaş.
- Şehzade Ahmed (5 dicembre 1823 - 1824).
- Şehzade Abdülhamid (18 febbraio 1827 - 1829). Fu il primo figlio a nascere dopo il Vak'a-i Hayriyye (l'evento fortunato), ovvero lo scioglimento del corpo dei giannizzeri, il che venne considerato un buon auspicio. Sepolto nel mausoleo Nakşidil Sultan.
- Abdülaziz I (18 febbraio 1830 - 4 giugno 1876) - con Pertevniyal Kadin. 32º Sultano dell'impero ottomano.
- Şehzade Nizameddin (29 dicembre 1833 - marzo 1838) - con Pertevniyal Kadin o Tiriyal Hanim.

### Figlie
Mahmud II aveva almeno diciannove figlie, ma solo sei superarono l'infanzia e solo quattro arrivarono a sposarsi:
- Fatma Sultan (4 febbraio 1809 - 5 agosto 1809) - con Nevfidan Kadin. La sua nascita, la prima nella dinastia imperiale dopo 19 anni e appena sei mesi dopo la salita al trono di suo padre, destò scandalo, in quanto significava che doveva essere stata concepita quando Mahmud era ancora Şehzade e confinato nel Kafes, cosa all'epoca vietata. Morì di vaiolo e venne sepolta nella moschea Nurosmaniye.
- Ayşe Sultan (5 luglio 1809 - febbraio 1810) - con Aşubcan Kadin. Sepolta nella moschea Nurosmaniye.
- Fatma Sultan (30 aprile 1810 - 7 maggio 1825) - con Nevfidan Kadin. Morì di vaiolo. Fu sepolta nel mausoleo Nakşidil Sultan.
- Saliha Sultan (16 giugno 1811 - 5 febbraio 1843) - con Aşubcan Kadin. Si sposò una volta ed ebbe due figli e una figlia.
- Şah Sultan (22 maggio 1812 - settembre 1814) - con Aşubcan Kadin. Sepolta nella moschea Nurosmaniye.
- Mihrimah Sultan (10 giugno 1812 - 3 luglio 1838) - con Hoşyar Kadın. Si sposò una volta ed ebbe un figlio.
- Emine Sultan (12 giugno 1813 - luglio 1814) - con Nevfidan Kadin. Gemella di Şehzade Osman. Sepolta nella moschea Nurosmaniye.
- Atiye Sultan (2 gennaio 1824 - 11 agosto 1850) - con Pervizfelek Kadın. Si sposò una volta ed ebbe due figlie.
- Şah Sultan (14 ottobre 1814 - 13 aprile 1817) - sua madre era la Quarta Kadın. Sepolta nella moschea Nurosmaniye.
- Emine Sultan (7 gennaio 1815 - 24 settembre 1816) - con Nevfidan Kadin. Morì nel Palazzo Beylerbeyi durante un incendio. Venne sepolta nel mausoleo Yahya Efendi.
- Zeynep Sultan (18 aprile 1815 - febbraio 1816) - con Hoşyar Kadın. Sepolta nella moschea Nurosmaniye.
- Hamide Sultan (14 luglio 1817 - luglio 1817).
- Cemile Sultan (1818 - 1818).
- Hamide Sultan (4 luglio 1818 - 15 febbraio 1819). Sepolta nella moschea Nurosmaniye.
- Münire Sultan (16 ottobre 1824 - 23 maggio 1825). Morì di vaiolo e venne sepolta nel mausoleo Nakşidil Sultan.
- Hatice Sultan (6 settembre 1825 - 19 dicembre 1842) - Pervizfelek Kadın. Morì nel Palazzo Beşiktaş.
- Adile Sultan (23 maggio 1826 - 12 febbraio 1899) - con Zernigar Kadın. Venne cresciuta da Nevfidan Kadın dopo la morte di sua madre, nel 1830. Si sposò una volta ed ebbe un figlio e tre figlie.
- Fatma Sultan (20 luglio 1828 - 2 febbraio 1839) - con Pervizfelek Kadın. Sepolta nel mausoleo Nakşidil Sultan.
- Hayriye Sultan (22 marzo 1831 - 15 febbraio 1833). Venne sepolta nel mausoleo Nakşidil Sultan.

## Cultura di massa
- Mahmud II è uno dei personaggi del romanzo giallo-storico L'albero dei giannizzeri di Jason Goodwin.